# HMS Royal James (1671)
HMS Royal James – angielski XVII-wieczny trzypokładowy okręt liniowy I rangi.

## Historia
„Royal James” został zbudowany pod kierunkiem szkutnika Anthony'ego Deane’a w stoczni Portsmouth Dockyard w Portsmouth w oparciu o kadłub poprzedniego okrętu o tej samej nazwie. Koszt odbudowy wyniósł 24 000 ówczesnych funtów.
„Royal James” wziął udział w trzeciej wojnie angielsko-holenderskiej. W 1672 roku pod dowództwem hrabiego Sandwicha był flagowym okrętem ariergardy połączonej floty angielsko-francuskiej w nierozstrzygniętej bitwie pod Solebay.
W trakcie bitwy „Royal James” zmierzył się początkowo z holenderskim okrętem „Dolfijn”, który wycofał się z akcji po śmierci dowódcy admirała Willema Josepha van Ghenta. Następnie „Royal James” został zaatakowany przez 80-działowy okręt liniowy „Groot Hollandia” pod dowództwem kapitana Jana van Brakela. Po godzinnej walce „Royal James” został poważnie uszkodzony i otoczony przez Holendrów. Angielski admirał hrabia Sandwich odmówił opuszczenia bandery (na znak poddania okrętu), więc Holendrzy zaatakowali „Royal James” za pomocą branderów. Załodze udało się zniszczyć dwa spośród nich, ale trzeci zapalił angielski okręt, który zatonął z dużymi stratami wśród załogi. Wśród zabitych był również hrabia Sandwich, a jednym z nielicznych ocalałych był kapitan „Royal James” Richard Haddock.